# Benoît Besson
Benoît Besson, nascido em 14 de setembro de 1876 em Pomeys (Rhône) e falecido em 23 de julho de 1969 no 17º arrondissement de Paris, foi um general francês.
Ele comandou o Grupo de Exércitos nº 3 durante a Batalha da França em 1940.

## Biografia
Ele era filho de Benoît Besson (1829-1905), proprietário agricultor, prefeito de Pomeys de 1861 a 1882 e Marie Durand (1838-1892). Seu irmão mais velho era Coronel Antoine Besson (1857-1947). Benoît Besson era também tio materno de Antoine Pinay (1891-1994), estadista.
Benoît Besson casou-se em 29 de outubro de 1901 em Salon-de-Provence com Marie Caroline Mense (1882-1963), com quem teve dois filhos.
Ele e seu Estado-Maior se renderam depois de 25 de junho de 1940, quando as unidades Panzer alemãs alcançaram a fronteira suíça e isolaram a Linha Maginot do resto da França.

## Carreira militar
Cronologia de sua carreira militar:
- 1895: Passa no concurso para a Escola Militar Especial de Saint-Cyr.[7]
- 31 de outubro de 1896: Entra na Escola de Saint-Cyr (Primeira Promoção de Grandes Manobras)[8].
- 17 de setembro de 1898: Termina em 11º lugar na sua turma entre 520 alunos.
- 1º de outubro de 1898: Promovido a segundo-tenente do 4º Regimento Zuavos.
- 1º de outubro de 1900: Promovido a tenente.
- 4 de maio a 9 de julho de 1905: Estágio nos 6º e 13º regimentos de artilharia.
- 4 de agosto a 6 de outubro de 1905: Estágio no 4º Regimento de Caçadores da África.
- 23 de outubro de 1905 - 22 de outubro de 1907: Frequentou cursos na Escola Superior de Guerra.
- 9 de novembro de 1905: Transferido para o 90º Regimento de Infantaria (destacado da Escola Superior de Guerra).
- 26 de dezembro de 1905: Promovido a tenente de 1ª classe.
- 14 de agosto de 1907: Transferido para o 99º Regimento de Infantaria (destacado da Escola Superior de Guerra).
- 22 de outubro de 1907: Brevetado para o Estado-Maior.
- 23 de outubro de 1907 - 22 de outubro de 1909: Estágio no Estado-Maior do 14º Corpo de Exército.
- 23 de junho de 1908: Promovido a capitão do 52º Regimento de Infantaria.
- 13 de agosto a 12 de setembro de 1908: Estágio no 6º Regimento de Artilharia de Campanha.
- 8 a 9 de setembro de 1909: Estágio no 2º Regimento de Dragões.
- 22 de outubro de 1909: Transferido para o 24º Batalhão de Caçadores Alpinos.
- 24 de abril de 1912: Transferido para o Estado-Maior do General Galliéni, membro do Conselho Superior de Guerra.
- 13 de maio de 1914: Transferido para o Estado-Maior do General Lanrezac, membro do Conselho Superior de Guerra.
- 25 de dezembro de 1914: Promovido a chefe de batalhão.
- 11 de dezembro de 1915: Transferido para o 61º Regimento de Infantaria.
- 22 de março de 1916: Transferido para o Estado-Maior do 5º Exército.
- 11 de janeiro de 1917: Promovido a tenente-coronel.
- 18 de agosto de 1917: Nomeado major interino do 4º Regimento de Zuavos.
- 31 de março de 1918: Nomeado Chefe do Estado-Maior do 8º Corpo de Exército.
- 28 de junho de 1918: Promovido a coronel.
- 15 de junho de 1919: Nomeado Chefe do Estado-Maior do 15º Corpo de Exército.
- 22 de julho de 1922: Designado para o 141º Regimento de Infantaria.
- 21 de dezembro de 1926: Promovido a general de brigada.
- 9 de fevereiro de 1927 – 5 de janeiro de 1931: Comandante da 58ª Brigada de Infantaria.
- 4 de fevereiro de 1931: Promovido a general de divisão.
- 1931 - 1933: Comandante da 15ª Divisão de Infantaria.
- 12 de dezembro de 1933: Promovido a general de corpo de exército.
- 12 de dezembro de 1933 - 25 de fevereiro de 1936: Comandante do 16º Corpo de Exército.
- 25 de maio de 1936 - 8 de julho de 1937: Comandante da região militar de Paris.
- 8 de julho de 1937: Promovido a general de exército.
- 8 de julho de 1937 - 2 de setembro de 1939: Membro do Alto Conselho de Guerra.
- 3 de setembro a 16 de outubro de 1939: Comandante do 6º Exército.
- 16 de setembro a 16 de outubro de 1939: Comandante do Teatro de Operações Sudeste (TOSE) - Exército dos Alpes.
- 22 de outubro de 1939 - 25 de junho de 1940: Comandante do Grupo de Exércitos nº 3.
- 1940: Inspetor das 13ª e 16ª regiões militares.
- 28 de julho de 1940 - 20 de janeiro de 1943: Diretor do Serviço de Prisioneiros de Guerra.[9][10]
- 20 de agosto de 1940: Reformado.

## Apelo do General Besson
Em 17 de junho de 1940, após o anúncio prematuro de um armistício, o General Besson lançou-se à noite aos seus homens que então lutavam no rio Cher e no rio Loire: "Não há armistício ou suspensão de armas. A batalha continua."

## Condecorações

### Condecorações francesas
- Grã-Cruz da Legião de Honra (16 de novembro de 1942), concedida em 15 de dezembro de 1942 pelo Marechal Pétain em Vichy.[12][13]
  -  Grande Oficial da Legião de Honra(30 de dezembro de 1936), entregue em 23 de janeiro de 1937 pelo Marechal Franchet d'Espèrey no Pátio de Honra dos Invalides.[14]
  -  Comendador da Legião de Honra (10 de julho de 1931).
  -  Oficial da Legião de Honra (10 de julho de 1920).
  -  Cavaleiro da Legião de Honra (10 de abril de 1915).
- Cruz de Guerra 1914–1918 (4 palmas de bronze e 1 estrela de prata dourada).

### Condecorações estrangeiras
- Oficial do Nichan Iftikhar, condecorado pelo Bey de Túnis (Tunísia).